# Canis simensis
El lobo etíope, lobo abisinio, chacal del Semién o caberú (Canis simensis) es una de las especies de cánidos más raras y amenazadas del planeta, pues su población total no llega a 550 individuos que se encuentran en varias áreas aisladas de las montañas de Etiopía, por encima de los 3000 m s. n. m. (metros sobre el nivel del mar). Estas áreas se reúnen en dos grupos mayores separados por el Gran Valle del Rift, constituyendo dos subespecies separadas: C. s. simensis al noroeste y C. s. citernii al sureste. Esta baja población escasamente distribuida convierte al lobo etíope en el cánido salvaje más raro del mundo y el carnívoro más amenazado de África.
Por su aspecto recuerda más a un perro doméstico primitivo como el dingo que al típico lobo de Eurasia. Mide entre 90 y 100 cm (centímetros) de largo y entre 25 y 34 de altura sobre los hombros. El peso es de 11,5 kg (kilogramos) en las hembras y de 14 a 18,5 kg en los machos. El cuerpo es grácil, dotado de morro, orejas y patas largas. El pelaje es rojizo-anaranjado en casi todo el cuerpo, tornándose blanco en el interior de las orejas, en torno a los ojos, boca, garganta, vientre, pies, cara interna de las patas y de la cola. Esta última es poco larga y poblada, de color negro desde la mitad a la punta y blanco y rojo en el resto.
El hábitat característico de esta especie es el prado de tipo afro-alpino. Se alimenta casi exclusivamente de roedores, destacándose entre estos las ratas-topo gigantes (Tachyoryctes macrocephalus), que constituyen cerca del 40 % de los alimentos que ingieren. Complementan su dieta con liebres y carroña, aunque en muy raras ocasiones algunos individuos cooperan para dar muerte a antílopes y pequeñas cabras y ovejas domésticas. Salvando estas circunstancias excepcionales, los lobos etíopes pasan el día acechando roedores o destruyendo sus madrigueras para capturarlos, siempre en solitario. 
Recientemente, se observó a lobos etíopes alimentarse del néctar de la flor Kniphofia foliosa, también conocida como el póker rojo etíope. Este descubrimiento, fue documentado por el Ethiopian Wolf Conservation Programme (EWCP) y publicado en la revista Ecology, revela que estos animales visitan hasta 30 flores en un solo viaje, lo que podría convertirlos en polinizadores accidentales al transportar polen en sus hocicos. Esto vuelve al lobo único por ejecutar la primera interacción conocida entre una planta y un gran depredador como polinizador.
En las zonas donde sufren la persecución humana, estos animales abandonan sus hábitos diurnos y se vuelven crepusculares o nocturnos.
Los lobos etíopes viven en pequeños grupos, de marcada estructura jerárquica, que se componen de dos o más hembras y unos cinco machos emparentados. Marcan su territorio (5-15 m² —metros cuadrados—) con orina y heces y lo defienden de los intrusos. Existe una pareja dominante que se reproduce cada año y a la que los individuos subordinados ayudan en la cría de su prole. En raras ocasiones, las hembras subordinadas también se reproducen.
El lobo abisinio se separó en tiempos recientes del lobo de Eurasia y Norteamérica (Canis lupus), su pariente más cercano, después de que sus ancestros llegaran a Abisinia procedentes de Arabia. La presencia de perros cazadores como los licaones o lobos pintados impidió que los nuevos inmigrantes colonizasen las vastas sabanas africanas, forzando al lobo etíope a convertirse en un depredador de montaña especializado en la caza de roedores. Considerado en peligro de extinción por la IUCN, el lobo etíope tiene sus mayores amenazas en la destrucción de su hábitat natural, la hibridación con perros asilvestrados, la persecución directa de los ganaderos que lo consideran un peligro para sus rebaños y la transmisión de enfermedades foráneas como la rabia. En 1990, la población del parque nacional de las Montañas Bale se redujo de 440 a 160 ejemplares en sólo dos semanas, precisamente por esta razón. Debido a ello, el zoólogo Claudio Sillero Zubiri, de la Universidad de Oxford, está trabajando activamente en una vacuna oral que proteja a los lobos etíopes de esta enfermedad que les transmiten sus parientes domésticos.